# Sjömätning

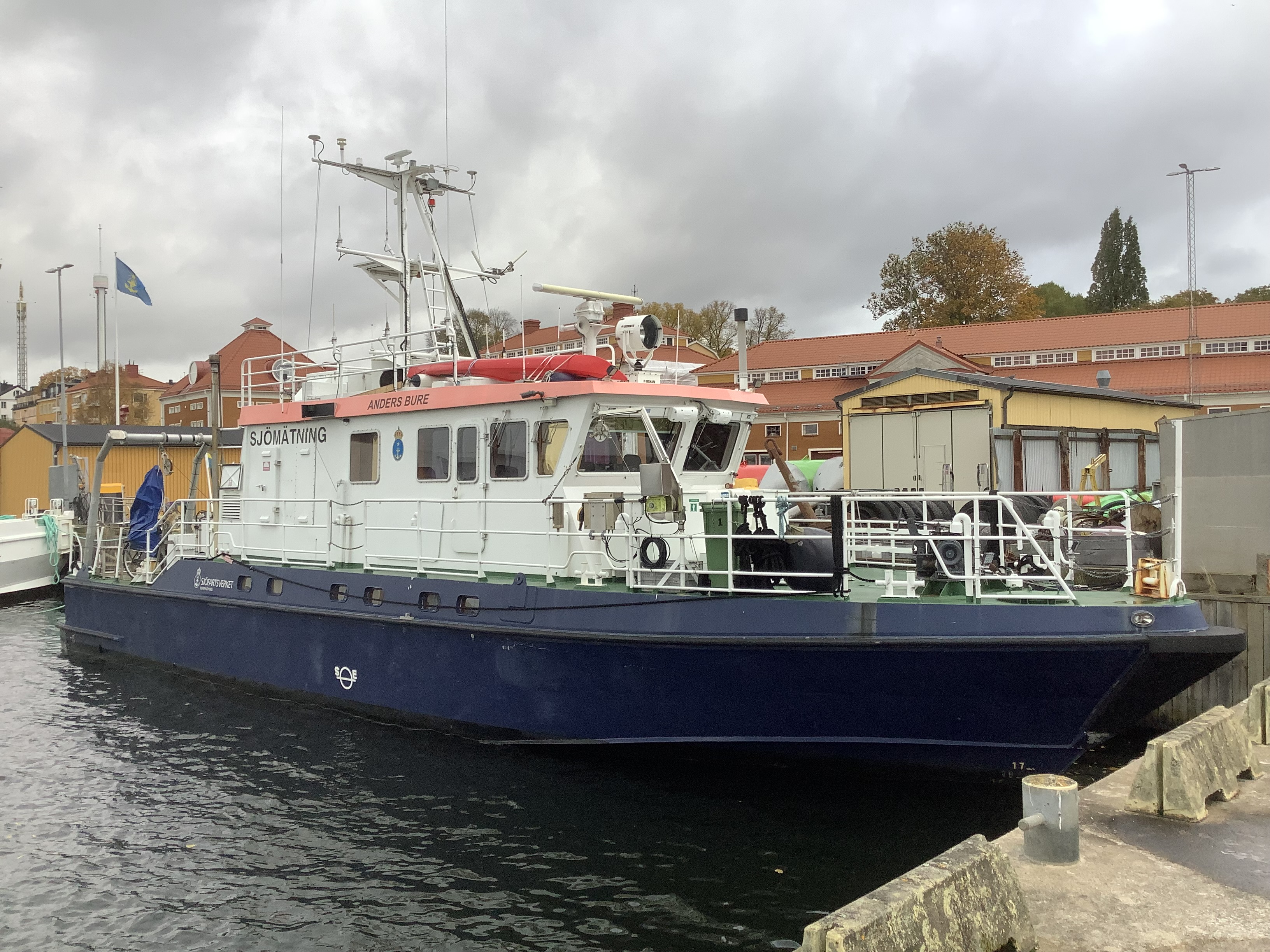
Sjömätningsfartyget Anders Bure förtöjd vid Sjöfartsverkets anläggning i området Alberget på Södra Djurgården.

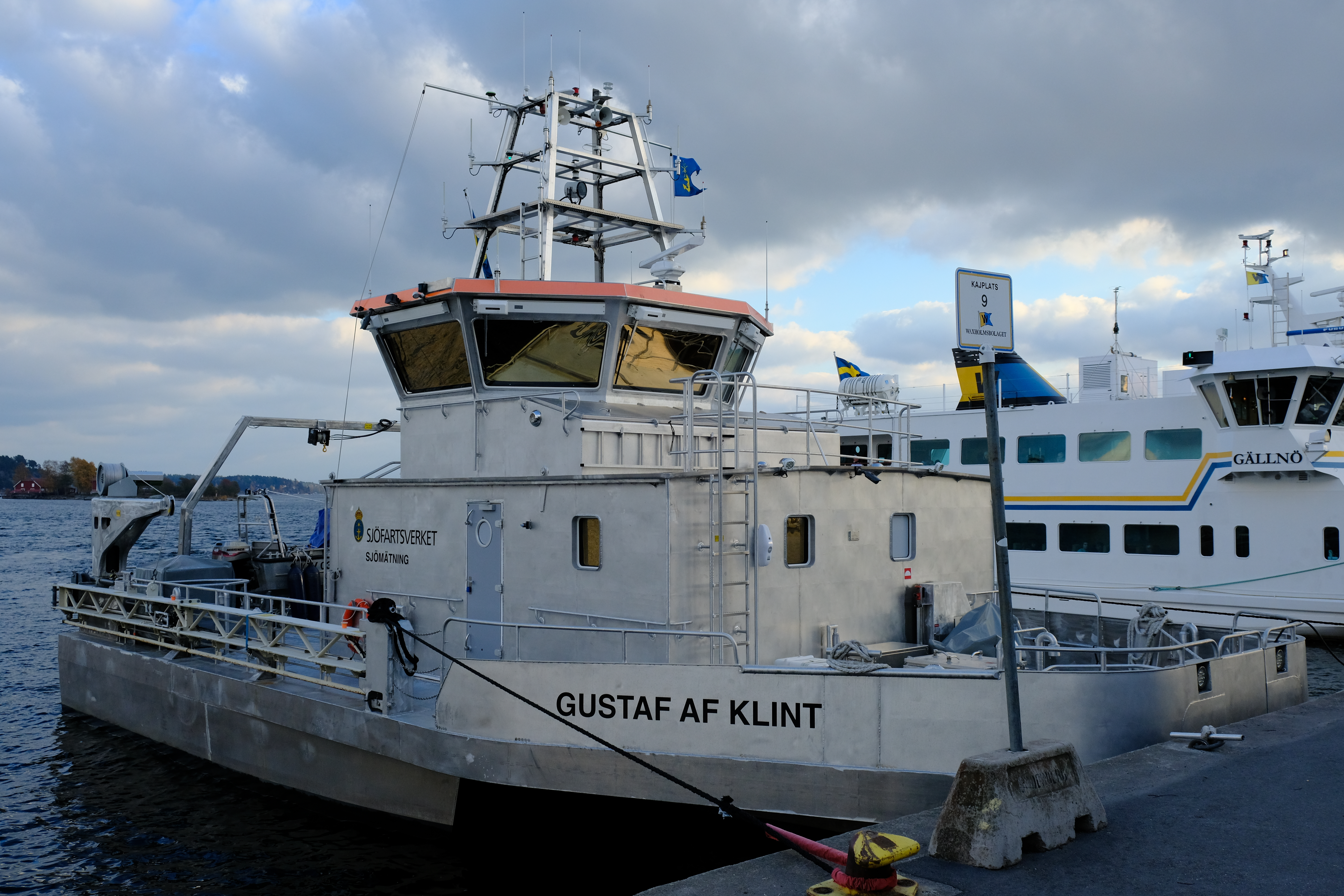
Sjömätningsfartyget M/S Gustaf af Klint, byggt 2015

Sjömätning, hydrografi, innebär en uppmätning av havsbottnens topografi. Sjömätning utförs för sjöfartens, fisket, fritidslivet och samhällets räkning. Omfattande sjömätningar har utförs innan till exempel Ölandsbron, Öresundsbron och Forsmarks kärnkraftverk byggdes.
I Sverige handhas mätningen av Sjögeografiska på Sjöfartsverket. Sjömätning utförs fortgående inom Sjöfartsverket för att man skall få korrekta djup och bottenbeskaffenheter för de svenska farlederna. Tidpunkt för sjömätningar finner man i sjökorten för det aktuella området. Tidigare har även Sveriges flotta haft en roll inom området.

## Bildgalleri

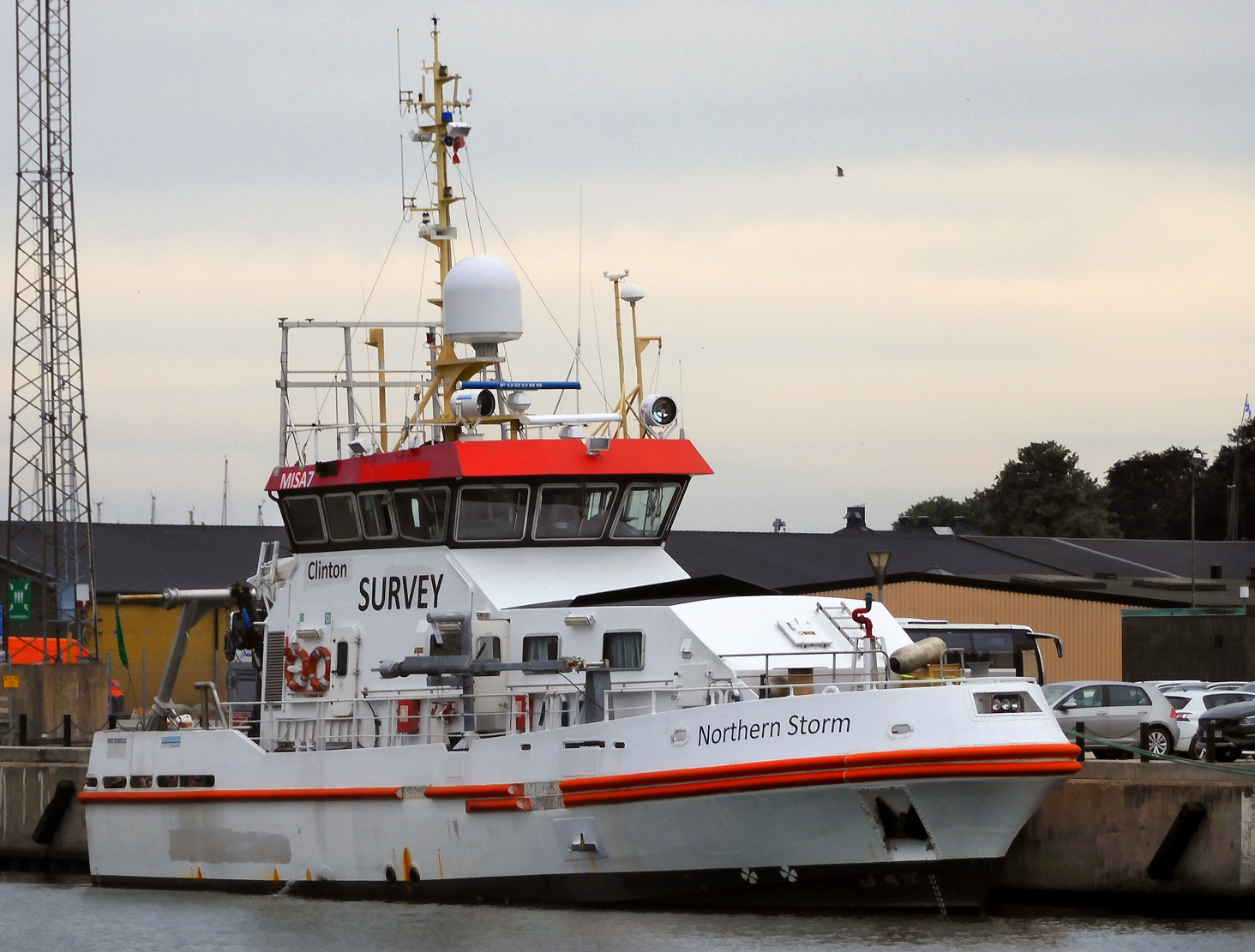
Clintons fartyg Northern Storm i Ystads hamn 7 juli 2021.